# ليندر جاي ماكورميك
ليندر جاي ماكورميك (بالإنجليزية: Leander J. McCormick)‏ هو مخترع أمريكي، ولد في 8 فبراير 1819 في مقاطعة روكبريج في الولايات المتحدة، وتوفي في 20 فبراير 1900 في شيكاغو في الولايات المتحدة.